# Strobilanthes gamblei
Strobilanthes gamblei är en akantusväxtart som beskrevs av Carine, J.M.Alexander och Scotland. Strobilanthes gamblei ingår i släktet Strobilanthes och familjen akantusväxter. Inga underarter finns listade i Catalogue of Life.